# Gammaropsis (Gammaropsis) kergueleni
Gammaropsis (Gammaropsis) kergueleni is een vlokreeftensoort uit de familie van de Photidae. De wetenschappelijke naam van de soort is voor het eerst geldig gepubliceerd in 1926 door Schellenberg.